# Пряшівський університет
Пряшівський університет (словац. Prešovská univerzita v Prešove) — вищий навчальний заклад університетського типу у Пряшеві.
Створений на підставі Закону № 361/1996 Зводу законів від 10 грудня 1996 р. шляхом розділення Університету Павла Йозефа Шафарика в Кошицях на Університет Павла Йозефа Шафарика в Кошицях та Пряшівський університет у Пряшеві. Історія більшості факультетів, проте, набагато довша. Це третій за кількістю факультетів університет у Словаччині. В університеті навчається близько 8000 студентів та викладає близько 1 000 викладачів.
Ректор університету — проф. Петер Коня, доктор філософії.
При університеті працює Інститут русинської мови та культури, який розробляє стандарти русинської мови, окремої від української мови. Відомими співробітницями інституту є Анна Плішкова (директорка інституту) та Кветослава Копорова.

## Факультети
- Греко-католицький богословський факультет (1880). Має у своєму складі 4 кафедри: [4]

1. Katedra filozofie a religionistiky
2. Katedra systematickej teológie
3. Katedra historických vied
4. Katedra aplikovanej edukológie

- Педагогічний факультет (1949)
- Православний богословський факультет (1950). Має у своєму складі 7 кафедр: [5]

1. Katedra biblických náuk
2. Katedra cirkevných dejín a byzantológe
3. Katedra gréckeho jazyka a kultúry
4. Katedra kresťanskej antropológie a sociálnej práce
5. Katedra kresťanskej pedagogiky a psychológie
6. Katedra praktického bohoslovia
7. Katedra systematického bohoslovia

- Філософський факультет (1959)
- Факультет гуманітарних та природничих наук (1997)
- Факультет охорони здоров'я (2002)
- Факультет менеджменту (2004)
- Спортивний факультет (2004)